# (33553) Nagai
(33553) Nagai (1999 JQ17) – planetoida z pasa głównego asteroid okrążająca Słońce w ciągu 4,11 lat w średniej odległości 2,56 j.a. Odkryta 11 maja 1999 roku.